# 资源-事件-主体
资源-事件-主体（resources, events, agents，REA）是计算机时代会计信息系统发展的新模型。REA最初是威廉·麦卡锡在1982年提出的一个广义的会计模型，包括资源、事件和主体的概念。
REA是在教学中流行的的一种会计信息系统（AIS），但是在企业中却少有应用，大多数企业无法轻易的从传统的数据库系统转移到REA系统，或者不愿意这样做。不过Workday公司、REA科技公司、IBM可扩展架构财务报告、和ISO 15944-4是其中的例外。在2013年，法伦和波洛维纳提出了一套工具展示了REA在对针对当前的ERP业务流程建模时增加了价值，这套工具不仅能提升对实施REA模型的理解，也构成了REA数据模型的基础。
REA模型抛弃了许多计算机时代不需要的会计对象，最具代表性的就是借方和贷方——复式记账法在REA系统中已经无处可寻。许多类似应收款和应付款的总账科目也消失了，因为计算机可以利用原始记录实时的生成它们。